# Крбава-Псат
Великая жупа Крбава-Псат (хорв. Velika župa Krbava-Psat; до 5 июля 1944 года Крбава и Псат, хорв. Velika župa Krbava i Psat) — административно-территориальная единица Независимого государства Хорватии, существовала в период с 16 июня 1941 по 8 мая 1945 года на территории современных Хорватии и Боснии и Герцеговины. Административный центр — Бихач.
Гражданской администрацией административно-территориальной единицы руководил великий жупан, назначавшийся поглавником Хорватии Анте Павеличем.
Великая жупа Лашва-Плива имела деление на «котарские области» (хорв. kotarske oblasti), названные по их административными центрами:
- Бихач
- Босанска-Крупа
- Босански-Петровац
- Босанско-Грахово (до 1 января 1942 года, затем в составе великой жупы Брибир и Сидрага[хорв.])
- Цазин[серб.]
- Доньи-Лапац[серб.] (до 1 января 1942 года, затем в составе великой жупы Лика и Гацко[хорв.])
- Нови-Град (с 5 июля 1944 года, ранее в составе великой жупы Гора)
- Двор (с 5 июля 1944 года, ранее в составе великой жупы Гора)
- Велика-Кладуша
- Кулен-Вакуф[серб.] (в статусе «котарской ипоставы», хорв. kotarska ispostava)
- Кореница (до 20 декабря 1941 года, затем в составе великой жупы Лика и Гацко)

Кроме того, в отдельную административную единицу был выделен город Бихач.
В период с 23 июля по 23 сентября 1944 года по причине ведения активных военных действий и присутствия враждебных вооружённых сил на территории региона административный центр великой жупы был перенесён из Бихача в Баня-Луку.
13 декабря 1944 года в великой жупе было объявлено чрезвычайное положение, поэтому гражданскую администрацию заменила военная. Вопросы гражданского управления перешли к командующему войсками на реке Лика. 27 марта 1945, несмотря на введение чрезвычайного положения, для решения вопросов гражданского управления был назначен специальный представитель гражданской администрации, подчинённый командующему войсками региона.